# Alois Lang
Alois Lang (16. června 1869 Držovice – 6. května 1957 Prostějov ) byl katolický kněz, básník, esejista a překladatel. Zabýval se především křesťanskou mystickou literaturou.

## Život a působení
Středoškolská studia absolvoval od r. 1880 v "malém semináři" (jako konvikt) v Kroměříži. V době Langova studia seminář vedl Mons. Gileamus (Vilém Blažek) (1837–1912), od r. 1906 olomoucký světící biskup. Dne 20. června 1888 složil maturitu na Německém státním gymnáziu v Kroměříži s výsledkem výborným. Týž rok byl přijat do arcibiskupského semináře v Olomouci a na podzim začal studovat na samostatné bohoslovecké fakultě. Rektorem semínáře byli postupně P. Ignaz Haas a po něm ThDr. Karel Wisnar (1852–1926), pozdější olomoucký světící biskup. Jako spirituálové působili P. Josef Droběna a P. Josef Krestýn. K jeho nejvýznamnějším pedagogům patřili profesoři, (všichni ThDr.) Josef Kachník, Theodor Kohn, Melchior Mlčoch a Karel Wisnar. Mezi Aloisovy spolužáky mj. patřili jeho vrstevníci Josef Schinzel (1869–1944), v letech 1923–1944 olomoucký světící biskup a v letech 1927–1938 světící biskup Jan Stavěl (1869–1938). O rok mladším byl Jan Šrámek (1870–1956), v průběhu druhé svět. války předseda exilové londýnské vlády, celoživotním dílem byl zosobněním českého křesťansko-sociálního hnutí. O 2 roky mladším byl Karel Dostál-Lutinov (1871–1923), pozdější prostějovský farář a básník, vůdčí osobnost Katolické moderny. O rok dříve byl ordinován Alois Musil (1868–1944), pozdější cestovatel, badatel, spisovatel náčelník beduínů, řádný profesor olomoucké, vídeňské a Karlovy univerzity a papežský prelát, zvaný Músa ar Rueieli.

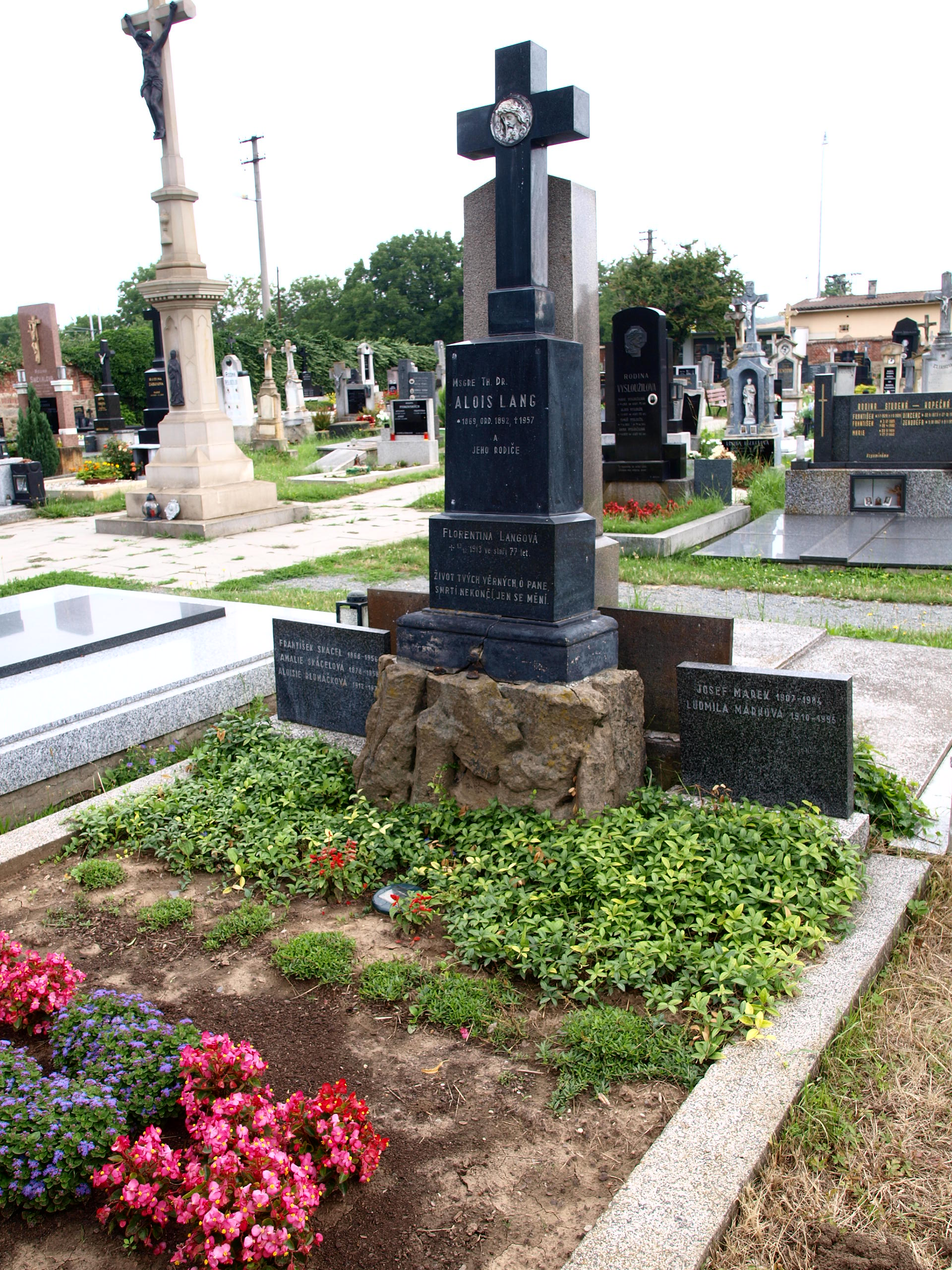
Původní hrob ThDr. Langa

Na jaře r. 1892 Alois Lang přijal podjáhenské svěcení (subdiakonát) a po čtrnácti dnech jáhenské svěcení (diakonát). Arcibiskup kardinál Bedřich Egon z Fürstenberka byl v té době již těžce nemocen, a proto kněžské svěcení v chrámu sv. Václava v Olomouci vykonal světící biskup Gustav Karel Belrupt-Tissac (1818–1895). V neděli 17. června 1992 ve farním chrámu sv. Bartoloměje ve Vrahovicích slavil za asistence faráře Hyvnara svou primiční mši svatou. V roce 1898 obhájil v Olomouci doktorát (ThDr.) a v letech 1898–1927 byl profesorem náboženství na reálce v Moravské Ostravě.
P. Lang byl doslova vášnivým cestovatelem. V době prázdnin před první světovou válkou netrávil svou dovolenou snad ani jednou doma. Projel téměř polovinu Evropy. Pobýval v Itálii (Assisi, Siena), cestoval do Dunaji na Krym, několikrát byl u Severního a Baltského moře, v Hamburku, ve Warnemünde, v Norsku v Syltě (oblast Hordaland), mnohokrát na Slovensku, ve Vídni a v jižních Tyrolích. Na přelomu století plánoval cestu i za Strindbergem do Švédska, která se nakonec neuskutečnila. Přes to jeho brilantní stať Auguste Strindberg, publikovaná K. Dostálem-Lutinovem v jeho časopise Nový život, je ..."vskutku dokladem toho, že lze vykroužit jemný, duchovní portrét a zachovat vědeckou střízlivost". Lang jezdil do Beskyd do Starých Hamrů, kde se u Otakara Bystřiny potkával s o málo starším básníkem Petrem Bezručem. V době první světové války každé prázdniny trávíval v Jaroměřicích n/R. a byl denně v kontaktu se svým vrstevníkem, básníkem Otokarem Březinou. Nejčastěji diskutovali na téma mystika a Langova mystická poezie.
Bohoslovec Lang publikoval již za vysokoškolských studií, což se vedení tehdejšího semináře nelíbilo. Chtělo, aby alumni neměli "nekněžské" záliby. Stěžejní význam Langova mimo pedagogického díla tkví ve studiích o filosofii a poezii mystické, které postupně vydával v první třetině 20. stol. Nejvíce publikoval v časopise "Nový život" (redigoval v letech 1896 - 1907 P. Karel Dostál-Lutinov) a v nástupnickém literárním časopise "Archa" (hlavní orgán Družiny literární a umělecké), dále v "Meditacích", jejichž redaktorem byl ing. Vilém Bitnar (1874-1948) a v "Akordu". Knižní prvotinou ThDr. Langa byl Buddhismus, vydaný v r. 1904. Jeho překlady z několika literatur (z latiny, ruštiny, němčiny, italštiny a angličtiny) se jeví jako dokonalé. Po druhé světové válce k plánované reedici svazků jeho děl v nakladatelství Vyšehrad v Praze vzhledem k událostem v roce 1948 již nedošlo. (Znovu už nevyšly jeho studie Jacopone z Todi (středověký básník a mnich (1230/36-1306), Angelius Silesius (1624-1677) slezský barokní mystik, jeho nejznámější dílo Poutník cherubínský)), Jindřich Suso (německý středověký mystik, skonal r. 1366), Náboženský problém Novalisův, Abaelard (Piére Abélard (1079-1142) byl francouzský raně scholastický logik. Nevyšla jeho prvotina Buddhismus, Savonarola, Urban VIII.)). Výjimkou byly jen Langovy knihy F. M. Dostojevský, s podtitulem Křížová cesta náboženského myslitele ruského (nakl. Vyšehrad v r. 1946), John Henry Newman (Vyšehrad, r. 1947, 2. vyd.) a Otec pouště sv. Jeroným (Vyšehrad, r. 1948, 2. vyd.). Všechny Langovy literární studie a práce vynikají samostatností úsudku, umným uspořádáním látky a ušlechtilostí jazykového podání. Ve své době představovaly vesměs průkopnické činy a nezestárly ani dobou, která uplynula od jejich vzniku. Reflexe témat Langových knih naznačuje, že si k analýze vybíral zpravidla osobnosti mimořádné a v něčem zvláštní: Dostojevskij, Novalis, Strindberg, Savonarola, Jindřich Suso, Abélard a Helois, František z Assisi. Současně se projevoval jeho zájem o religiozitu současných tvůrců a umělců, recenzoval např. nová díla spisovatele Antala Staška.
Literární historik prof. Arne Novák jako jednoho z mála katolických spisovatelů pojal Langa do svých Přehledných dějin české literatury. Velmi si Langa vážil a jeho literární dílo přijímal vřele. Jméno tohoto tvůrce nezná Novákův učitel F. X. Šalda. V rejstřících kritikova díla je nelze dohledat, ačkoliv si jinak dovedl povšimnout i autorů Katolické moderny nesporně menších kvalit. Po roce 1948 už žádná Langova kniha nevyšla, on sám však zapomenut nikdy nebyl. Jeho sondy do dějin evropského náboženského myšlení dodnes patří k základní výbavě českého katolického vzdělance.

## Ukázky z korespondence
Když v květnu 1900 dostal od spolužáka P. Karla Dostála-Lutinova pozvánku na společnou cestu do Itálie, odpověděl
... „Co se cesty týká, pojedu s Tebou – ale věř, nerad jedu na jih – mne to táhne na sever...„ Tato slova potvrzuje i shora uvedený přehled navštívených severských lokalit
Při příležitosti 50. narozenin obdržel Lang blahopřání od ing. Viléma Bitnara (1874 – 1948), spisovatele a pozdějšího historika katolické moderny. Jubilant na ni reagoval v dopise autorovi těmito slovy
" A teď musím kousnout do kyselého jablka. Stále jsem odkládal. Další odklad však by byl zřejmým nevděkem… Tedy Vám děkuji za studii k mým abrahámovinám. Byl jsem jí překvapen a rozrušen. Mučí mne svědomí, že jsem si svou prací nezasloužil ani stého dílu uznání, které Váš článek vyslovuje. Povídám Vám upřímně, že se až stydím. Neříkám, že by mne netěšil, ale radovat se i brání mé vlastní svědomí. Pravda, i pokroková revue Moravsko-slezský sborník napsala o mně velmi lichotivý článek, ale u nás se bohužel kadidlem velmi plýtvá. Když jsem pročítal Vaši studii, bylo mi úzko. Připadal jsem si jako člověk, který si není jist svého dobrého svědomí a slyší na večerní procházce za sebou něčí kroky. I když jsem věděl, že jsou to kroky přítelovy, tož jsem se přece nemohl ubránit pocitu mučivé tíže. Ale což bych Vám to vykládal, vždyť Vy tomu rozumíte líp než já. Přijměte tedy ještě jednou můj vřelý dík a neurážejte jeho formou."  
V r. 1919 psal Vilému Bitnarovi:
„O letošních prázdninách jsem byl u mistra Březiny bohužel jen jednou. Zdálo se mi, že se od loňských Vánoc, kdy jsem s ním prodlel celé dny, nějak v zevnějšku mění...Měl neobyčejně průzračnou tvář, oči jeho hořely vniterním žárem a vykládal mi – skoro šeptem tajemné věci, při nichž jsem pociťoval duchovní závrať...“ Srv.: LA PNP Praha, f. Vilém Bitnar. Korespondence přijatá, kart. I/L15, dopis A. Langa V. Bitnarovi, 9. 12. 1919.

## Ze spisů
- Otec pouště sv. Jeronym. Praha: Vyšehrad 1948
- John Henry Newman: úvod do filosofie náboženského myslitele-konvertity a výbor z jeho spisů. Praha: Vyšehrad 1947
- F. M. Dostojevský: Křížová cesta náboženského myslitele ruského. Praha: Vyšehrad 1946
- Jindřich Suso: pohled do duše středověkého mystika-světce. Praha: Družstvo přátel Studia 1923
- Cherubinský poutník / Angelus Silesius. Praha: Ladislav Kuncíř 1922
- Jacopone da Todi: blázen pro Krista. Praha: Ladislav Kuncíř 1922
- Buddhismus. Moravská Ostrava: Papoušek 1904
- Světlo z Assisi. Nový život, 7, 1902.